# Sukovy sady
Sukovy sady jsou park na královéhradeckém Pražském Předměstí přiléhající ke Gočárově třídě, jež ho dělí na 2 části, menší z nich (1 456 m²) se nachází před bývalou radnicí, druhá, hlavní část (14 266 m²), je vymezena ulicemi Habrmanovou, Nerudovou, Horovou a Gočárovou třídou.

## Historie

### Založení sadů
Původně se zde nacházely zahrady rodinných domů a zdejší školy, které ustoupily rozvoji města jihozápadním směrem. Na území dnešních Sukových sadů bývalo tzv. Bezedné jezero, ale roku 1911 bylo zavezeno a na jeho místě vznikly sady pojmenované po starostovi Pražského Předměstí a předsedovi pražskopředměstského okrašlovacího spolku F. V. Fialovi (1846–1914), velkoobchodníkovi s uhlím.

### Pomník Jana Husa

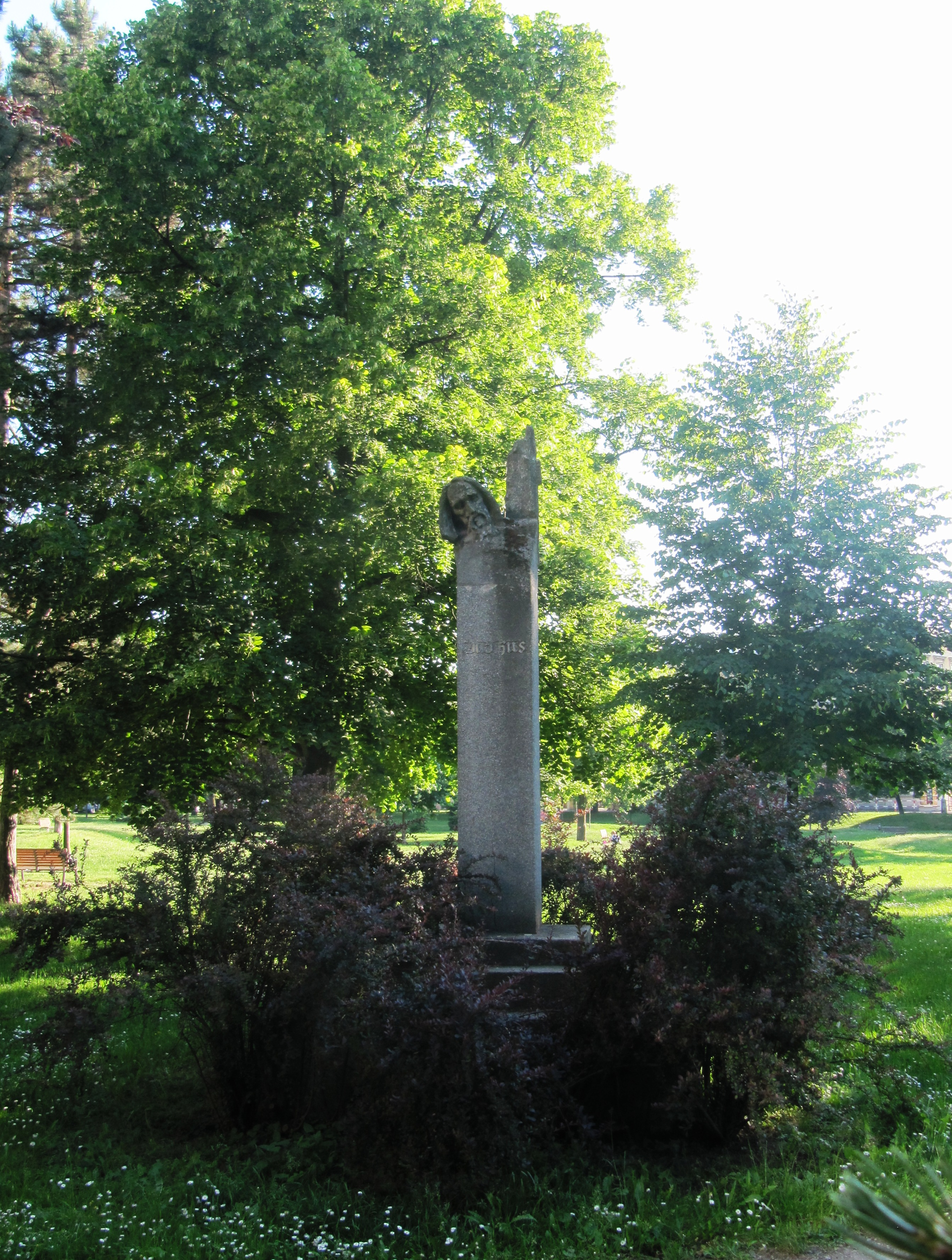
Hradec Králové, Sukovy sady, pomník Jana Husa

Hned od počátku se staly centrem různých společenských a kulturních akcí. 11. července 1914 (v jiných pramenech mylně udáván 11. srpen 1914) zde uspořádal obecní sbor Husovu oslavu, při níž byl veřejnosti odevzdán nově postavený Husův pomník a na paměť 500. výročí Husova upálení zasazena Husova lípa. Před zahájením zapěl Kroužek pěvců pražskopředměstských společně s pěvci Nepasickými chorál, načež měl slavnostní řeč prof. Meisnar a starosta obce Pražské předměstí. (Autorem pomníku je František Fabiánek, shodná socha stojí též v Hradci Králové, v Nezvalově ulici.) Roku 1925 městská rada v Hradci Králové upustila od vybírání uznávacího nájemného z Fialových sadů. O 5 let později bylo vyhověno žádosti okrašlovacího spolku o spoluúčast městské rady při úpravě Fialových sadů. Roku 1936 byla zdejší silnice vydlážděna. V roce 1940 zemřelý Adam Fiala odkázal obci 2 000 K na udržování těchto sadů.

### Po 1. světové válce

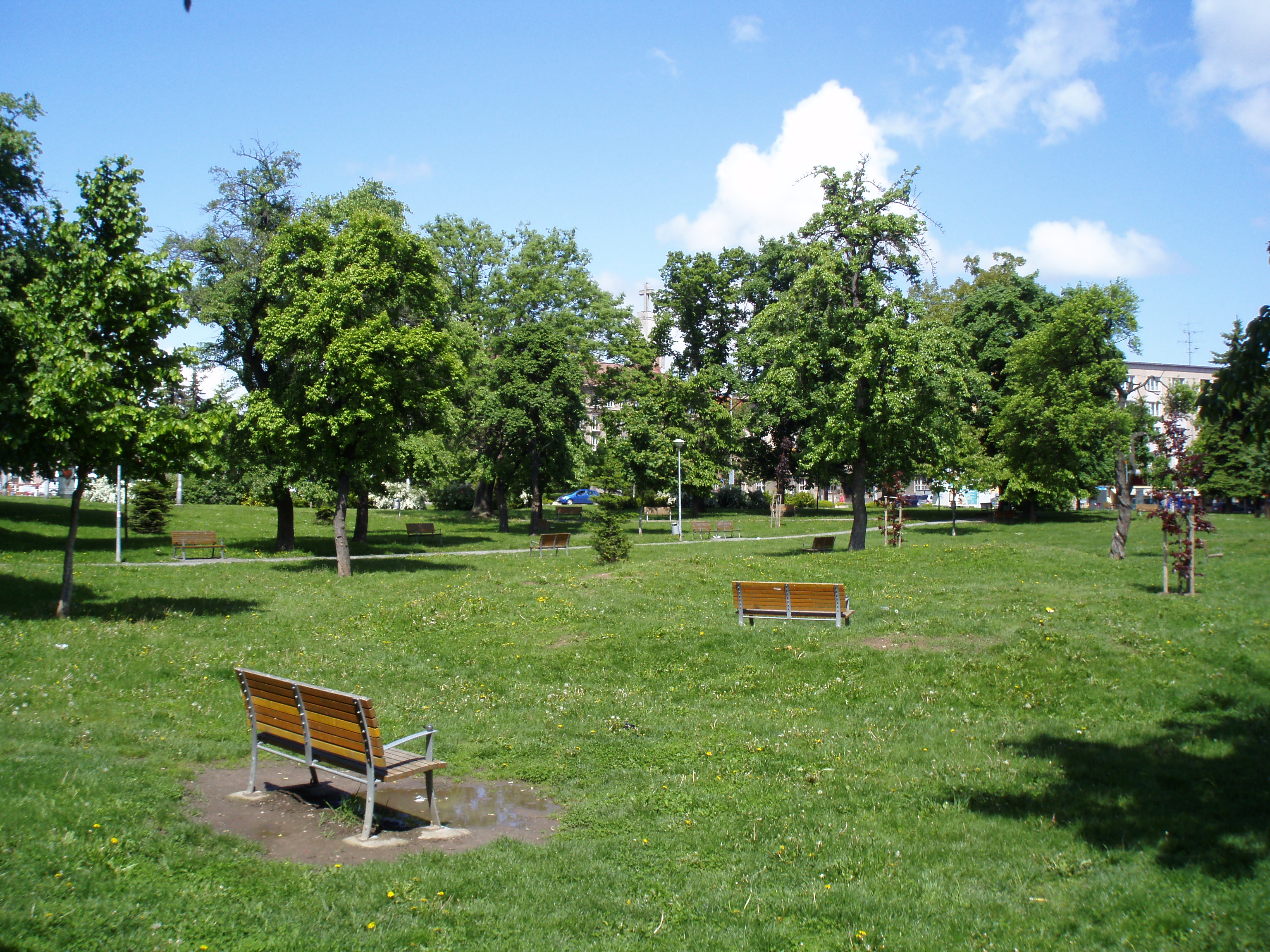
Část Sukových sadů

Velkým neštěstím pro sady se stal rok 1929, kdy nejprve ve 2. polovině března přišly po krásných a teplých dnech silné mrazy, jež způsobily velkou pohromu na veškerém stromoví, a poté 4. července dorazila ohromná vichřice, která toto dílo zkázy dokonala.

### Po 2. světové válce
V 50. letech 20. století byl park rozšířen o bývalou soukromou zahradu a prošel novou úpravou (1954). Podle některých pramenů byl přejmenován na Sukovy sady v roce 1962. Této informaci však odporují oznámení Pochodně z 6. listopadu 1967 o konání dvou lampionových průvodů z Fialových sadů a Slezského Předměstí a z 25. července 1975, v němž bylo sdělováno, že ZO Československého zahrádkářského a ovocnářského svazu „Červený dvůr“ odpracovala 400 hodin při úpravě Fialových sadů. Naopak Pochodeň ze 2. května 1964 hovoří o prvomájovém shromaždišti v Sukových sadech. To dokládá, že mnoho lidí se nesmířilo se změnou názvu parku a nadále využívalo jeho původní pojmenování.
Ve stejném období se počítalo s dalšími úpravami sadů, mj. zde měla vzniknout fontána. Do zadní části byla ve výhledu navržena stavba polikliniky. K realizaci těchto plánů však nedošlo. Počátkem 80. let byl v menší části sadů umístěn betonový monument s nápisem: „Lid je tvůrcem dějin“ a galerií cti mimořádných pracovníků - úderníků.
Dlouhá léta zůstával tento park stranou zájmu města. Věnoval se spíše okolní výstavbě, kvůli níž byl např. 18. dubna 1986 zbořen dům čp. 144. Menší úprava parku sice proběhla roku 1983, ale teprve v listopadu 2001 byla zahájena jeho rekonstrukce, jež skončila v následujícím roce. Rekonstrukční práce zahrnovaly výsadbu nové zeleně, instalaci nového mobiliáře a především značné rozšíření parkovacích kapacit. Město tehdy do oprav investovalo 8,3 milionu korun. Přesto došlo k zásadní chybě v projektu, neboť město neosadilo park žádným herním prvkem přesto, že se naproti sadům se nachází základní škola a do parku vyrážejí mnozí rodiče s dětmi.

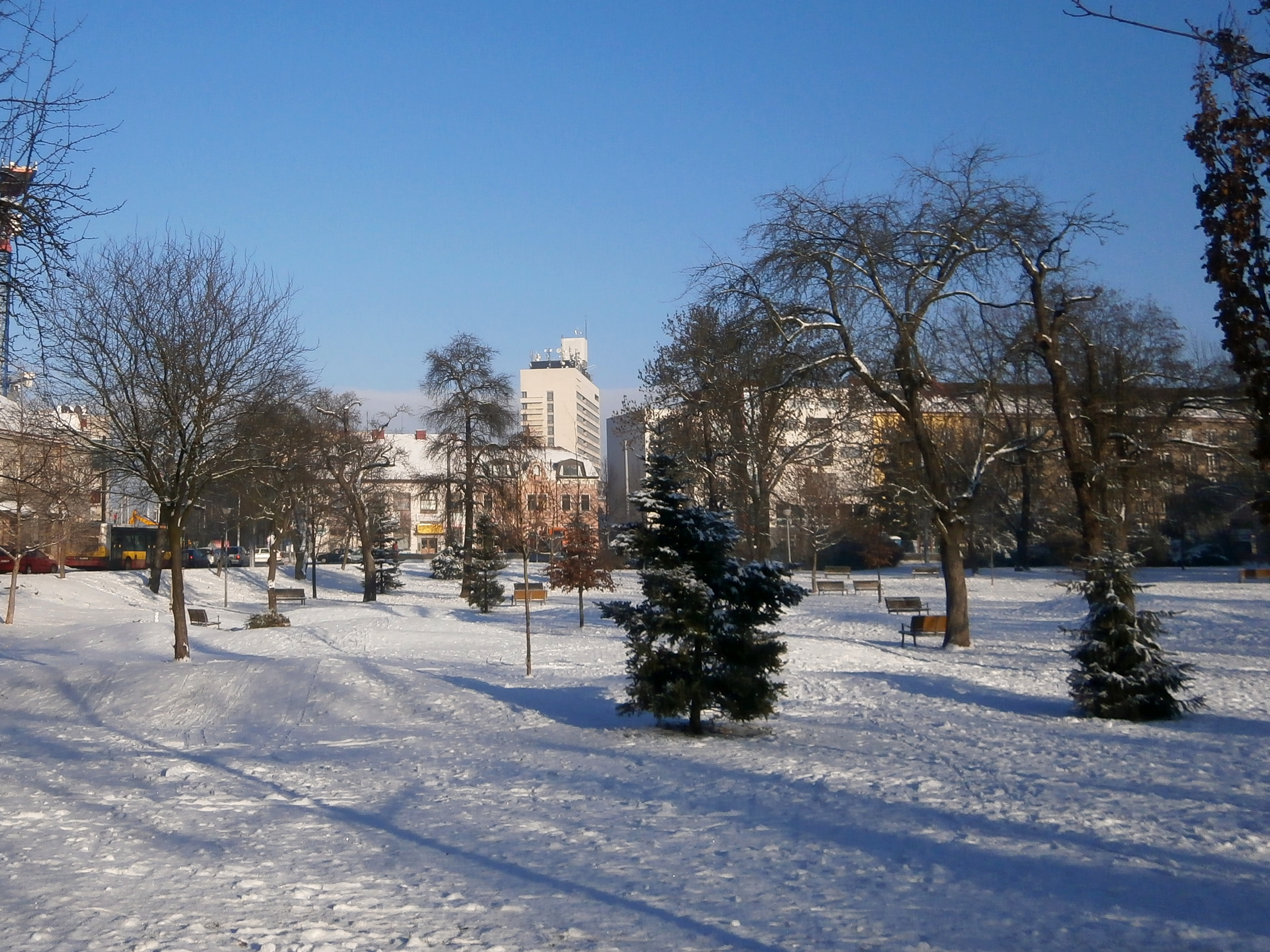
Zimní Sukovy sady

6. července 2003 byl u pomníku M. Jana Husa odhalen kámen s vytesaným kalichem a letopočtem jeho smrti, od stejného data nese Husovo jméno i lípa, která byla poblíž pomníku vysazena v roce 2002.
V roce 2016 poslala developerská společnost HB Reavis městu 750 000 korun za vstřícný krok s výstavbou Auparku. Tyto peníze měly být použity na regeneraci Sukových sadů. Byly však použity na vypracování projektové dokumentace na rekonstrukci kuklenského podjezdu, protože by podle města na obnovu tohoto parku nestačily. Do roku 2017 k plánované revitalizaci Sukových sadů s doplněním herních prvků nedošlo.